# Voldemārs Putniņš
Voldemārs Putniņš (ros. Владимир Маркович Путнин, ur. 6 lutego 1896 w Wenden w guberni inflanckiej (obecnie Kieś na Łotwie), zm. 19 czerwca 1938 w Rostowie nad Donem) – radziecki działacz partyjny.

## Życiorys
Od maja 1914 do sierpnia 1915 pracował w oddziale poczt i telegrafów w powiecie wolmarskim w guberni inflanckiej, od sierpnia 1915 do marca 1918 służył w rosyjskiej armii, w listopadzie 1917 uczył się w szkole chorążych Frontu Północnego w Gatczynie. Od marca 1918 do lutego 1919 był komisarzem Centralnego Telegrafu w Penzie, w kwietniu 1918 został członkiem RKP(b), od lutego 1919 do listopada 1920 kierował gubernialnym oddziałem łączności w Penzie, a później gubernialnym oddziałem sprawiedliwości w Penzie. Od kwietnia do lipca 1921 był sekretarzem odpowiedzialnym penzeńskiego gubernialnego komitetu RKP(b), potem przewodniczącym gubernialnego związku spółdzielni spożywców w Penzie i następnie członkiem Zarządu Centralnego Obwodowego Związku Spółdzielni Spożywców w Mińsku, a od listopada 1922 do października 1923 sekretarzem odpowiedzialnym Komitetu Powiatowego Komunistycznej Partii (bolszewików) Białorusi w Borysowie i jednocześnie od 26 marca 1923 do 4 lutego 1924 członkiem KC KP(b)B. Od października 1923 do kwietnia 1924 był sekretarzem odpowiedzialnym rejonowego komitetu KP(b)B w Mińsku, od maja 1924 do listopada 1925 kierownikiem wydziału organizacyjnego carycyńskiego gubernialnego komitetu RKP(b), a od listopada 1925 do sierpnia 1927 sekretarzem odpowiedzialnym stalingradzkiego gubernialnego komitetu WKP(b), od sierpnia 1927 do maja 1929 uczył się na kursach marksizmu-leninizmu przy KC WKP(b). Od czerwca 1929 do stycznia 1931 był kierownikiem Dolnowołżańskiego Krajowego Oddziału Handlu Radzieckiego, od lutego 1931 do lutego 1932 kierownikiem Północno-Kaukaskiego Krajowego Oddziału Zaopatrzenia, od lutego do listopada 1932 I sekretarzem Komitetu Miejskiego WKP(b) w Rostowie nad Donem, a od listopada 1932 do stycznia 1934 sekretarzem Północno-Kaukaskiego Krajowego Komitetu WKP(b) ds. zaopatrzenia. Od stycznia 1934 do sierpnia 1935 był II sekretarzem Północno-Kaukaskiego Krajowego Komitetu WKP(b), od 8 sierpnia 1935 do maja 1937 II sekretarzem Komitetu Obwodowego WKP(b) w Kursku, a od 14 czerwca do 19 lipca 1937 I sekretarzem Mordwińskiego Komitetu Obwodowego WKP(b). Był odznaczony Krzyżem św. Jerzego (24 lutego 1917).
W lipcu 1937 został aresztowany podczas wielkiego terroru, następnie rozstrzelany.